# Saratoga Trunk
 Saratoga Trunk és una pel·lícula estatunidenca dirigida per Sam Wood el 1943, produïda per la Warner Bros. Pictures, estrenada als Estats Units el 1945.

## Argument
Clio Dulaine, havent marxat de França a la mort de la seva mare, s'estableix amb dos servidors, la mestissa Angélique Buiton i el nan Cupidon, a Nova Orleans, on vol venjar-se de la família del seu pare mort, els Dulaine (que havien menystingut la seva mare), i fer un bon matrimoni. Coneix el coronel Clint Maroon, que l'atrau, però allò perjudica els seus projectes. Volent la família Dulaine desfer-se d'una presència molesta, ofereix a Clio uns diners per marxar de la ciutat. Accepta i va a Saratoga, lloc de relacions mundanes, on troba Maroon...

## Crítica
Aquesta pel·lícula és la segona de la parella Bergman-Cooper, després de For Whom the Bell Tolls, igualment dirigida per Sam Wood aquest mateix any 1943. L'acció, rica en anades i tornades, és marcada per les lluites amoroses de les dues estrelles, molt còmodes en els seus papers d'aventurers.

## Repartiment
- Gary Cooper: El coronel Clint Maroon
- Ingrid Bergman: Clio Dulaine
- Flora Robson: Angelique Buiton
- Jerry Austin: Cupidon
- John Warburton: Bartholomew Van Steed
- Florence Bates: Sra. Conventry Bellop
- Curt Bois: Augustin Haussy
- John Abbott: Roscoe Bean

I, entre els actors que no surten als crèdits :
- George Beranger: Leon
- Theodore von Eltz: El director de l'hotel
- Thurston Hall: M. Pound

## Premis i nominacions

### Nominacions
- 1947: Oscar a la millor actriu secundària per Flora Robson